# Selkosaari (ö i Södra Savolax)
Selkosaari är en ö i Finland. Den ligger i sjön Korpijärvi och i kommunen Mäntyharju i den ekonomiska regionen  S:t Michel och landskapet Södra Savolax, i den södra delen av landet, 160 km nordost om huvudstaden Helsingfors. Öns area är 1 hektar och dess största längd är 130 meter i nord-sydlig riktning.